# Beaubec-la-Rosière
Beaubec-la-Rosière är en kommun i departementet Seine-Maritime i regionen Normandie i norra Frankrike. Kommunen ligger i kantonen Forges-les-Eaux som tillhör arrondissementet Dieppe. År 2022 hade Beaubec-la-Rosière 462 invånare.

## Befolkningsutveckling
Antalet invånare i kommunen Beaubec-la-Rosière
| Referens: INSEE |